# Staub (Familienname)
Staub ist ein deutscher Familienname.

## Herkunft und Bedeutung
Staub ist ein indirekter Berufsname zum mittelhochdeutsch stoup, stoub („Staub“, „Mehlstaub“) und bezieht sich auf den Müller, aber auch auf den Bäcker. Es kann sich auf um einen Übernamen handeln für einen Menschen, der Staub aufwirbelt, somit unruhigen ist und mit unberechenbaren, hastigen Bewegungen.

## Namensträger
- Alexander Staub (1870–1963), russlanddeutscher römisch-katholischer Geistlicher und Märtyrer
- Andreas Staub (1806–1839), österreichischer Maler und Lithograf
- Anne-Marie Staub (1914–2012), französische Biochemikerin
- Arnold Staub (1820–1882), deutscher Unternehmer Schweizer Abstammung
- Athanasius Staub OSB (1864–1955), Schweizer Theologe
- Benedikt Staub (1617–1672), Schweizer Zisterzienser und Abt des Klosters Wettingen
- Carl Staub (1917–1978), Schweizer Politiker, Regierungsrat Zug
- Carsten Staub (* 1981), deutscher Kommunalpolitiker
- Chelsea Kane Staub (* 1988), US-amerikanische Schauspielerin, siehe Chelsea Kane
- Christian Staub (1918–2004), Schweizer Fotograf
- Emil Staub Terlinden (1867–1929), Schweizer Industrieller und Kunstsammler
- Ernst-Volker Staub (* 1954), deutscher Terrorist
- France Staub (1920–2005), mauritischer Ornithologe, Botaniker und Konservator
- Franz Staub (1860–1945), österreichischer Kunsthistoriker und Archivar
- Fredy Staub (* 1952), Schweizer Theologe
- Fridolin Staub (1735–1815), Schweizer Unternehmer
- Friedrich Staub (1826–1896), Schweizer Dialektologe, Lexikograph und Bibliothekar
- Gregor Staub (* 1954), Schweizer Gedächtnistrainer
- Gudula Staub (* 1968), deutsche Volleyball- und Beachvolleyballspielerin
- Hanna Staub (* 2001), deutsche Skeletonfahrerin
- Hans Staub (Fotograf) (1894–1990), Schweizer Fotograf
- Hans Staub (Theologe) (1898–1967), Schweizer Theologe
- Hans Staub (Mediziner), Schweizer Mediziner
- Hans Staub (Romanist) (1931–2022), Schweizer Romanist, Komparatist, Literaturwissenschaftler und Übersetzer
- Hans Staub (Reiter), Schweizer Dressurreiter
- Hans H. Staub (1908–1980), Schweizer Physiker
- Hans O. Staub (1922–1998), Schweizer Journalist und Buchautor
- Heini Staub (* 1957), Schweizer Eishockeyspieler
- Hermann Staub (1856–1904), deutscher Jurist und Rechtspublizist
- Herta Staub (1908–1996), österreichische Schriftstellerin und Journalistin
- Ignatius Staub (1872–1947), Schweizer Geistlicher
- Jakob Heusser-Staub (1862–1941), Schweizer Industrieller
- Johann Heinrich Staub (1781–1854), deutsch-schweizerischer Textilindustrieller
- Johann Jakob Staub (1783–1852), Schweizer Schneidermeister
- Johann Jakob Staub (1803–1888), Schweizer Seidenfabrikant
- Josef Staub (1931–2006), Schweizer Bildhauer, Plastiker, Maler und Zeichner
- Kurt Hans Staub (1933–2021), Leiter der Darmstädter Handschriftenabteilung
- Leo Staub (* 1957), Schweizer Rechtswissenschaftler
- Manuel Staub (* 1995), Schweizer Unihockeyspieler
- Margrit Staub-Hadorn (1941–2007), Schweizer Moderatorin
- Martial Staub (* 1964), deutscher Historiker und Hochschullehrer
- Mats Staub (* 1972), Schweizer Künstler
- Mirjam Staub-Bisang (* 1969), Schweizer Managerin und Rechtsanwältin
- Moritz Staub (1842–1904), ungarischer Lehrer und Botaniker
- Patrick Staub (* 1967), Schweizer Skirennfahrer
- Paul Staub, Schweizer Steuermann im Rudern
- Peter Staub (1827–1904), US-amerikanischer Politiker
- Peter W. Staub (1910–2000), Schweizer Schauspieler
- Ralph Staub (1899–1969), US-amerikanischer Filmproduzent
- Roger Staub (1936–1974), Schweizer Skirennfahrer
- Rudolf Staub (1890–1961), Schweizer Geologe
- Rusty Staub (* 1944), US-amerikanischer Baseballspieler
- Silvia Staub-Bernasconi (* 1936), Schweizer Sozialarbeiterin und Hochschullehrerin
- Theodor Staub (1864–1960), Schweizer Blindenlehrer
- Ueli Staub (1934–2012), Schweizer Journalist und Jazzmusiker
- Volker Staub (* 1961), deutscher Komponist, Musiker und Klangkünstler
- Volkmar Staub (* 1952), deutscher Kabarettist
- Walter Schmidt-Staub (1872–1955), deutscher Papierfabrikant
- William Staub (1915–2012), US-amerikanischer Ingenieur